# Octonodula
Octonodula é um gênero de traça pertencente à família Agonoxenidae.